# Collegio di Selby
Selby è un collegio elettorale inglese della Camera dei comuni del Parlamento del Regno Unito, situato nel North Yorkshire e West Yorkshire, nella regione dello Yorkshire e Humber. Elegge un membro del Parlamento con il sistema maggioritario a turno unico. Il rappresentante del collegio dal 2024 è il laburista Keir Mather.

## Estensione
- 1983-1987: il distretto di Selby e i ward del distretto di Ryedale di Osbaldwick e Heworth;
- 1987-2010: il distretto di Selby;
- dal 2024: il ward della città di Leeds di Kippax and Methley; i ward del distretto di Selby di Barlby Village; Brayton; Byram and Brotherton; Camblesforth and Carlton; Cawood and Wistow; Derwent; Eggborough; Escrick; Hambleton; Monk Fryston; Riccall; Selby East; Selby West; Sherburn in Elmet; South Milford; Thorpe Willoughby e Whitley.[1]

## Membri del Parlamento
| Elezione | Elezione | Deputato           | Partito            |
| -------- | -------- | ------------------ | ------------------ |
|          | 1983     | Michael Alison     | Conservatore       |
|          | 1997     | John Grogan        | Laburista          |
|          | 2010     | Collegio abolito   | Collegio abolito   |
|          | 2024     | Collegio ri-creato | Collegio ri-creato |
|          | 2024     | Keir Mather        | Laburista          |

## Risultati elettorali

### Elezioni negli anni 2020
| Partito                    | Partito                                      | Candidato                  | Risultati 4 luglio 2024 | Risultati 4 luglio 2024 |
| Partito                    | Partito                                      | Candidato                  | Voti                    | %                       |
| -------------------------- | -------------------------------------------- | -------------------------- | ----------------------- | ----------------------- |
|                            | Laburista                                    | Keir Mather                | 22 788                  | 46,30                   |
|                            | Conservatore                                 | Charles Richardson         | 12 593                  | 25,58                   |
|                            | Reform UK                                    | David John Burns           | 9 565                   | 19,43                   |
|                            | Verdi                                        | Angela Oldershaw           | 2 484                   | 5,05                    |
|                            | Lib Dem                                      | Christian Vassie           | 1 792                   | 3,64                    |
|                            |                                              |                            |                         |                         |
| Iscritti                   | Iscritti                                     | Iscritti                   | 78 055                  | 100,00                  |
| ↳ Votanti (% su iscritti)  | ↳ Votanti (% su iscritti)                    | ↳ Votanti (% su iscritti)  | 49 222                  | 63,06                   |
| ↳ Astenuti (% su iscritti) | ↳ Astenuti (% su iscritti)                   | ↳ Astenuti (% su iscritti) | 28 833                  | 36,94                   |
|                            |                                              |                            |                         |                         |
|                            | Esito: collegio a Laburista (nuovo collegio) |                            |                         |                         |